# Возвращение Ходжи Насреддина
«Возвращение Ходжи Насреддина» — советский художественный фильм-сказка режиссёра Рейна Либлика.

## Сюжет
Историческая фантасмагория. По воле создателей фильма известный герой восточных преданий Ходжа Насреддин оказывается молочным братом и другом юности Тимура-Тамерлана. Два брата прожили долгую, насыщенную и очень разную жизнь, и вот на склоне лет они направляются на встречу друг с другом в родной аул.

## В ролях
- Рамаз Чхиквадзе — Ходжа Насреддин
- Гомбожавын Гомбосурэн — Амир Тимур
- Ильдар Шадаев — Насреддин в юности
- Марк Тумахани — Тимур в юности
- Асланшо Рахматуллаев — Ходжа Зульфикар
- Сэсэг Шарапова — Мамлакат-Кубаро в молодости
- Хургулек Конгар — Мамлакат-Кубаро в старости
- Анжела Гарибова — цыганка в молодости
- Зейнаб Бангиева — цыганка в старости
- Баста Цыденов — Найон Тарагай
- Сэсэг Шарапова — Текина-Хатун, мать Тимура
- Ирина Пантаева — Кутлуг-Туркан ага
- Тамара Яндиева — Ханифа-Тюльпан
- Мухаббат Самадова — Ханифа-Мак
- Асалбек Назриев — Палач
- Елена Санжимитыпова — Повивальная бабка
- Сайдали Мухтаров — Турсун-Мамад
- Марина Котлярова
- Иннокентий Смоктуновский — текст за кадром

## Съёмочная группа
- Автор сценария: Тимур Зульфикаров
- Режиссёр: Рейн Либлик
- Оператор: Андрей Кириллов
- Художник: Леонид Перцев, Наталья Полях
- Композитор: Игорь Лень